# Fairphone 2
Das Fairphone 2, Modellbezeichnung FP2, ist ein modulares Smartphone, das von der niederländischen Gesellschaft Fairphone B.V. 2014 angekündigt und zwischen 2015 und 2019 ausgeliefert wurde. Es wurde mit dem Ziel auf den Markt gebracht, nachhaltig, langlebig und umweltschonend, so weit wie möglich mit konfliktfreien Metallen hergestellt und möglichst leicht erweiterbar und aufrüstbar zu sein. Es folgte auf das Fairphone First Edition (FP1 und FP1U), das diese Ziele nur zum Teil erfüllen konnte. Mitte 2019 verkündete Fairphone B.V., dass das Fairphone 2 ausverkauft ist, für die Ersatzteilversorgung aber weiterhin gesorgt sei. Software- bzw. Sicherheitsaktualisierungen gab es noch bis März 2023, womit das Fairphone 2 einen Unterstützungszeitraum von sieben Jahren erhalten hat, ein im Vergleich mit anderen Herstellern sehr langer Zeitraum. Das Nachfolge-Modell ist das Fairphone 3.

## Modularer Aufbau

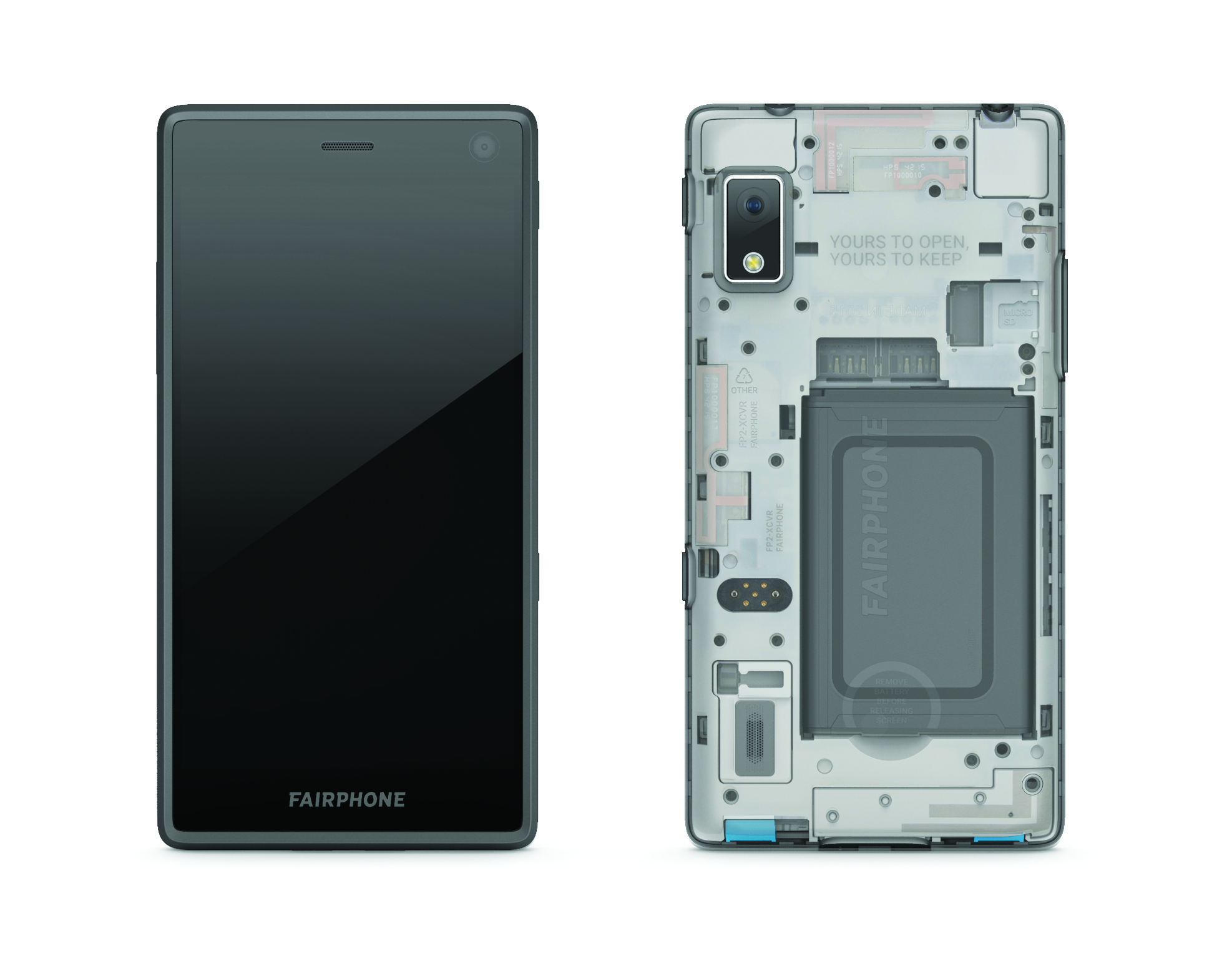
Front und Rückseite des FP2 mit transparenter Plastikabdeckung, die das modulare Design durchscheinen lässt. Die einzelnen Komponenten können auf dieser Seite hervorgehoben werden.

Das Fairphone 2 setzt auf eine hohe Modularität, um den Benutzern die einfache Reparatur zu ermöglichen und damit Elektroschrott zu reduzieren. Dazu wurde das Telefon in sieben Module aufgeteilt, die sich mit wenig Aufwand auswechseln lassen. So lässt sich das Display ohne zusätzliches Werkzeug tauschen.
Die einzelnen Module sind:
- ein externes Gehäuse
- eine Batterie
- eine Kerneinheit (mit Chipset, Speicher, Modem, Antennen, SIM- & MicroSD-Karten-Slot und Sensoren)
- ein Bildschirm
- ein Empfangs-Modul (mit Empfänger, Front-Kamera, Kopfhöreranschluss)
- ein Kamera-Modul (mit Rück-Kamera und Blitz), welches seit August 2017 in einer verbesserten Version ausgeliefert wird[12]
- ein Lautsprecher-Modul (mit Lautsprecher, Vibrationsmotor, Hauptmikrofon und USB-Anschluss)

Seit Oktober 2016 trägt das Fairphone 2 das deutsche Nachhaltigkeitssiegel Blauer Engel.

## Bestellungen, Auslieferung
Bei der Herausgabe erster Bilder vom zweiten Fairphone am 16. Juni 2015 waren Vorbestellungen zum Preis von 525 Euro im Sommer und Auslieferungen der ersten Geräte im Herbst 2015 vorgesehen.
Ab Mitte Juli 2015 konnte das Fairphone 2 vorbestellt werden. Bis Ende September 2015 waren 17.418 Geräte vorbestellt. Damit war das selbst gesteckte Ziel von 15.000 Vorbestellungen für den Produktionsstart übertroffen.
Ende Oktober gab Fairphone B.V. bekannt, dass die ersten Geräte nicht wie geplant im November, sondern erst im Dezember ausgeliefert werden. Als Grund wurden Produktionsverzögerungen genannt, weil einige Komponenten kurzfristig verbessert werden sollten. Nach weiteren Verzögerungen begann die Lieferung kurz vor Weihnachten 2015. Damit war das Fairphone 2 als erstes modulares Smartphone im Alltag angekommen und das Project Ara von Google überholt worden.
Von 2015 bis 2019 wurden insgesamt über 115.000 Fairphone 2 verkauft.

## Betriebssysteme
Das Fairphone 2 wurde anfangs mit einem Betriebssystem auf Basis von Android 5.1 (Lollipop) mit den üblichen Google Mobile Services und Google-Play-Dienste (GApps) sowie einigen wenigen Fairphone-spezifischen Anpassungen geliefert. Zu letzteren gehören Anpassungen an der Benutzeroberfläche (Edge Swipe, Recent Contacts und App Life Cycle) und die vorinstallierten Apps Privacy Impact und Peace of Mind. Neben diesem Betriebssystem bietet Fairphone mit Fairphone Open OS ein alternatives Android-Betriebssystem ohne GApps und ohne Google Mobile Services, mit TWRP-Wiederherstellungssystem und mit einfach und ohne Verlust der Garantieansprüche aktivierbaren root-Rechten an.
Im April 2017 wurde Android 6.0.1 Marshmallow offiziell für das Fairphone 2 freigegeben. Im November 2018 wurde das Update auf Version 7.1.2 veröffentlicht. Am 16. Juni 2020 wurde bekannt gegeben, dass es eine Beta-Version für das Update auf Android 9 gibt. Der Rollout des offiziellen Upgrades für alle User begann im März 2021.
Außerdem hat Fairphone B.V. wiederholt Sympathien für alternative Betriebssysteme geäußert., Innerhalb der ersten zwei Jahre (bis 2017) wurden Portierungen von LineageOS, Sailfish OS, und Ubuntu Touch von engagierten Nutzern bereitgestellt, allerdings nicht offiziell von Fairphone B.V. unterstützt. Die Entwicklung von Firefox OS wurde inzwischen eingestellt, es gab jedoch bis 2016 bereits funktionierende Beta-Versionen. Da das Fairphone 2 auf einem üblichen System-on-a-Chip (SoC) von Qualcomm aufbaut, benötigen jedoch alle Betriebssysteme unfreie Binärblobs, sodass es auf absehbare Zeit kein vollständig freies Betriebssystem (wie Replicant) für das Fairphone 2 geben wird.

### Versionsgeschichte
In der folgenden Tabelle finden sich wichtige Versionen bzw. Veröffentlichungen von Betriebssystemen für das Fairphone 2.
| Betriebssystem                 | Basis                     | Veröffentlichung | Anmerkungen |
| ------------------------------ | ------------------------- | ---------------- | --- |
| Fairphone OS 1.1.7–1.13.0      | Android 5.1 „Lollipop“    | Nov. 2015        | Fairphone OS 1.0 entspricht Version 1.1.7, Build r4275.1_FP2_gms36_1.1.7, und war die mit dem Fairphone 2 ausgelieferte Version von Android 5.1. Die letzte darauf basierende Aktualisierung war Version 1.13.0, Build r4275.1_FP2_gms76_1.13.0, vom März 2017.                          |
| Fairphone Open 16.04.0–17.04.0 | Android 5.1 „Lollipop“    | Apr. 2016        | Build fp2-sibon-16.04.0 war die erste Veröffentlichung von Fairphone Open. Die letzte Version mit Android 5.1 als Basis ist 17.04.0, Build fp2-sibon-17.04.0, vom April 2017. |
| Sailfish OS 2.0.0.10 alpha1    | Sailfish OS 2.0           | 15. März 2016    | Die Portierung auf das Fairphone 2 im Alpha-Stadium begann mit Version 2.0.0.10 |
| Ubuntu Touch 15.04             | Ubuntu 15.04 „Vivid“      | Nov. 2016        | Ubuntu Touch (ehemals Ubuntu Phone) wird vom UBports-Projekt auf das Fairphone 2 portiert. Ende Februar 2017 wurde es auf dem Mobile World Congress am Stand von Canonical auch gezeigt.                                                                                                 |
| Fairphone OS 17.04.8–18.04.1   | Android 6.0 „Marshmallow“ | Apr. 2017        | Build FP2-gms-17.04.8 nutzt Android 6 als Basis; Versionsnummern verwenden nun, wie Fairphone Open, die zweistellige Jahreszahl und den Monat, also 17.04 für April 2017. Die aktuelle Version ist 18.04.1, Build FP2-gms-18.04.1, vom April 2018.                                       |
| Fairphone Open 17.06.4–18.04.1 | Android 6.0 „Marshmallow“ | Juni 2017        | Build fp2-sibon-17.06.4 war die erste Veröffentlichung mit Android 6 als Basis. Die letzte Version ist fp2-sibon-18.04.1 vom April 2018. Eine nur als Over-the-Air-Update verfügbare Version fp2-sibon-18.04.3 vom November 2018 soll Upgrade-Probleme von Android 6 auf 7.1 verhindern. |
| LineageOS 14.1                 | Android 7.1.2 „Nougat“    | 24. Okt. 2017    | Erster Nightly Build von LineageOS für das Fairphone 2. Neuere Builds erschienen bis zur Verfügbarkeit von LineageOS 15.1 für das FP2. |
| Fairphone OS 18.09             | Android 7.1.2 „Nougat“    | 13. Nov. 2018    | Build 18.09.2 war die erste Veröffentlichung mit Android 7 als Basis. Die letzte Version ist 19.11.2 vom Dezember 2019. |
| Fairphone Open 18.10           | Android 7.1.2 „Nougat“    | 13. Nov. 2018    | Build 18.10.0/sibon-280f64b0 war die erste Veröffentlichung mit Android 7 als Basis. Die letzte Version ist 19.11.2/sibon-24df0be9 vom Dezember 2019. |
| Sailfish OS 2.2.0.29 beta1     | Sailfish OS 2.2           | 20. Juni 2018    | Mit Version 2.2.0.29 erreichte Sailfish OS das Beta-Stadium. |
| LineageOS 15.1                 | Android 8.1 „Oreo“        | 20. Aug. 2018    | Erster Nightly Build von LineageOS 15.1 für das Fairphone 2. Neuere Builds erschienen bis zur Verfügbarkeit von LineageOS 16.0 für das FP2. |
| Ubuntu Touch 16.04             | Ubuntu 16.04 „Xenial“     | 26. Aug. 2018    | Mit OTA 4 wird der stabile Zweig auf Ubuntu 16.04 als Basis angehoben. |
| Sailfish OS 3.0.0.8 beta3      | Sailfish OS 3.0           | 15. Nov. 2018    | 3.0.0.8 war die erste Veröffentlichung mit Sailfish OS 3 als Basis. Aktuell ist Version 3.2.1.20 beta9 vom 3. Januar 2020. |
| LineageOS 16.0                 | Android 9.0 „Pie“         | 16. Mai 2019     | Erster Nightly Build von LineageOS 16.0 für das Fairphone 2. Am 26. August 2019 wurde das FP2 als nicht mehr unterstützt gekennzeichnet, dies wurde jedoch am 7. September 2019 wieder rückgängig gemacht. Zudem ist es möglich, LineageOS selbst zu kompilieren („für Entwickler“).     |
| /e/                            | Android 9.0 „Pie“         |                  | Entwickler-Build („dev“) |
| Fairphone OS 21.01.0           | Android 9.0 „Pie“         | 25. März 2021    | Ab Version 21.01.0 basiert Fairphone OS auf Android 9. Die aktuelle Version ist 21.12.0-rel.1/gms-dd018702 vom Januar 2022. |
| Fairphone Open 21.03           | Android 9.0 „Pie“         | 3. Mai 2021      | Nach zwei Beta-Versionen wurde auch Fairphone Open mit Build 21.03.0-rel.2/sibon-3cb25d6c auf Basis von Android 9 freigegeben. Die letzte Version ist 21.12.0-rel.1/sibon-dd018702 vom Januar 2022.                                                                                      |
| LineageOS 17.1                 | Android 10.0              | 2. Apr. 2020     | Erster Nightly Build von LineageOS 17.1 für das Fairphone 2. |
| Fairphone OS 22.02.0           | Android 10.0              | 9. März 2022     | Build 22.02.0-rel.0/gms-f257e06b war die erste Veröffentlichung mit Android 10 als Basis. |
| Fairphone Open 22.02.0         | Android 10.0              | 9. März 2022     | Build 22.02.0-rel.0/sibon-f257e06b von Fairphone Open verwendet ebenfalls Android 10 als Basis. |
| LineageOS 18.1                 | Android 11.0              | 23. Juli 2021    | Erster Nightly Build von LineageOS 18.1 für das Fairphone 2. |
| Sailfish OS 4.5.0.24 release3  | Sailfish OS 4.2           | nicht bekannt    | Dokumentation auf der Webseite ist etwas hinterher. Die Anleitungen zum Update zur aktuellen Version funktionieren wie beschrieben. Anders als bei den. |
| DivestOS                       | Android 11.0              |                  | 18.1 / 11.0 / Red Velvet Cake – Projekt aufgegeben |

## Weitere Verwendung
2025 stellte die Deutsche Telekom den NeoCircuit genannten Prototyp eines DSL-Routers vor, der sich unter anderem aus der Hauptplatine eines Fairphone 2 zusammensetzt. Durch einen Anteil von 70 Prozent wiederverwendeter Komponenten solle CO2-Bilanz geringer ausfallen als vergleichbare Routermodelle.